# Variazioni e Fuga su un tema di Händel

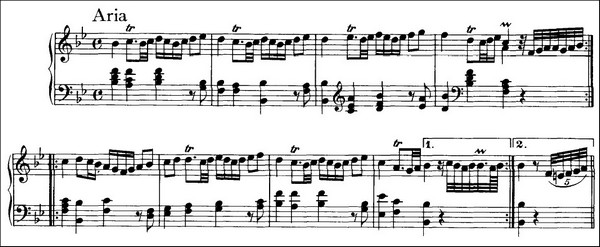
Tema di Handel

Le Variazioni e Fuga su un tema di Händel, op. 24, per pianoforte,  è un brano di Johannes Brahms, composto nel settembre 1861 ad Amburgo, in onore del 42º compleanno di Clara Schumann, ed eseguite la prima volta al Gewandhaus di Lipsia nel dicembre dello stesso anno. 
Sono uno dei pezzi per piano più noti del musicista e rappresentano il pendant delle Variazioni su un tema di Paganini, op. 35 (1863). Sono contemporanee del Sestetto per archi n. 1, opus 18 e dei due Quartetti op. 25 e 26 (1861).
Il tema è tratto da un pezzo (Aria con variazioni) estratto dalla prima delle nove suite per clavicembalo di Georg Friedrich Händel pubblicate nel 1733 (Suite N°1 in Si bemolle Maggiore, HWV 434).
La composizione comprende il tema, 25 variazioni e termina con una fuga. Questo lavoro dev'essere collocato al fianco delle Variazioni Goldberg di Bach, BWV 988 (1740) e delle Variazioni su un Valzer da Diabelli op. 120 (1823) di Beethoven.

## Discografia
- Concerto per piano n.1 op 15 in re - Variazione e fuga su un tema di Haendel op 24 KOVACEVICH STEPHEN (piano) - DECCA (2013)
- Brahms - Variations for solo piano - OHLSSON GARRICK (piano) - Hyperion (2010)
- Andras Schiff solo piano music - Andras Schiff -WEA (2007)
- Witold Malcuzynski - The Polish master pianist - Witold Malcuzynski - WEA (2013)
- Jorge Bolet the romantic virtuoso - Jorge Bolet - DECCA (2010)
- Brahms - Piano Concerto n. 1 - Handel Variation - KOVACEVICH STEPHEN (piano) - DECCA (2013)
- Lubka Kolessa legacy (Registrazioni 1929-49) - Lubka Kolessa - DOREMI (2003)
- MOZART -  CIAIKOVSKI - BRAHMS (Reg. 1948) - YUDINA MARIA (piano) - Melodia (2008)
- BENNO MOISEIVITSCH plays Schumann & Brahms (Reg. 1954) - MOISEIVITSCH BENNO (piano) - Testament (2009)
- Johannes Brahms - Piano Variations - BORISKIN MICHAEL (piano) - BWS (1997)
- Variation - HOCHMAN BENJAMIN (piano) - AVIE RECORDS (2015)
- Brahms: Works for solo piano vol.1 - DOUGLAS BARRY (piano) - Chandos (2012)
- Perahia Brahms - PERAHIA MURRAY (piano) - SONY (2010)
- Brahms: Complete piano music - Interpreti vari - DEUTSCHE GRAMMOPHON (2013)
- Brahms: Variation - KERN OLGA (piano) - Harmonia Mundi (2007)